# Звезда над Вифлеемом
«Звезда над Вифлеемом и другие рассказы» (англ. Star Over Bethlehem and other stories) — иллюстрированный сборник рождественских стихов и рассказов на религиозную тему английской писательницы Агаты Кристи, опубликованный в 1965 году в Великобритании и США. Состоит из пяти стихотворений и шести рассказов, в которых объединены библейские истории с современной английской жизнью. Известно, что Кристи сохраняла твёрдые религиозные убеждения на протяжении всей своей жизни. Кроме того, ещё с детских лет она была очарована атмосферой рождественских праздников, которые радостно встречали в её семье. Наряду с биографической работой «Расскажи, как ты живёшь», это одна из двух книг, которую она создала и опубликовала под обеими фамилиями — «Кристи» и «Маллован», полученными от двух своих мужей. Сборник одобрительно приняла как публика, так и критика, а её автор с особенной теплотой относилась именно к этой книге.   

## Создание

### Агата Кристи и религия
Исследователи отмечали, что Агата Кристи на протяжении всей жизни интересовалась религией. Однако в силу законов детективного жанра не решалась затронуть эти вопросы в отдельной книге, хотя иногда некоторые аспекты связанные с верой находили отражение в её творчестве. К религии и церкви она приобщилась ещё в юном возрасте, благодаря няне, которая хоть и не посещала церковную службу, была верующей христианкой. «Субботу она считала священным долгом, и всякая суетность, по её мнению, была смертным грехом в глазах Всемогущего. Я с несносной самоуверенностью причисляла себя к спасённым душам», — вспоминала Агата позже. Наряду с литературой популярной у девочек её возраста, она любила читать Ветхий Завет, которым согласно опубликованной посмертно «Автобиографии» (1977) «наслаждалась с самых ранних лет своей жизни». В детстве она очень гордилась тем, что отец внёс за неё пожертвование на строительство новой церкви в её родном Торки. Позже она любила посещать «свою» церковь, ей очень нравились воскресные службы. В своих воспоминаниях она писала, что для ребёнка нет ничего интереснее библейских историй, так как в детских представлениях это «лучшие в мире сказки»: «В них всегда есть драматический накал, которого жаждет детское воображение: Иосиф и его братья, его разноцветная одежда, восхождение к власти в Египте и драматический финал великодушного прощения безнравственных братьев. Моисей и горящий кустарник — другая любимая история. Не говоря уже о неоспоримой притягательности сказания о Давиде и Голиафе». Она также красочно описывала Рождество, отмечаемое в семье, как главный праздник в году. В этот день ходили в церковь, дарили подарки. Особенно ей запомнились обильные обед и ужин, где подавались традиционные блюда. «В девять часов зажигали рождественскую ёлку, снова увешанную подарками. Прекраснейший день, который оставался в памяти весь год до нового Рождества», — с удовольствием вспоминала она в старости.
Биографы и родственники отмечали, что она была глубоко религиозным человеком на протяжении всей жизни. Видимо символично, что заканчивая свою автобиографию в октябре 1965 года она писала: «Что сказать мне в свои семьдесят пять? Спасибо тебе, Господи, за мою хорошую жизнь и за всю ту любовь, которая была мне дарована». Предметом её постоянного чтения был трактат «О подражании Христу» Фомы Кемпийского. На титульном листе своего экземпляра книги она написала выдержку из послания к Римлянам апостола Павла (Рим. 8:30). Кристи праздновала Рождество вплоть до глубокой старости, даже когда не могла самостоятельно передвигаться. Последний для неё этот семейный праздник прошёл в 1975 году в её поместье Винтербрук в Уоллингфорде. Непосредственно перед своей смертью, произошедшей 12 января 1976, года она произнесла: «Я иду к тебе, Боже».

### Создание и публикация

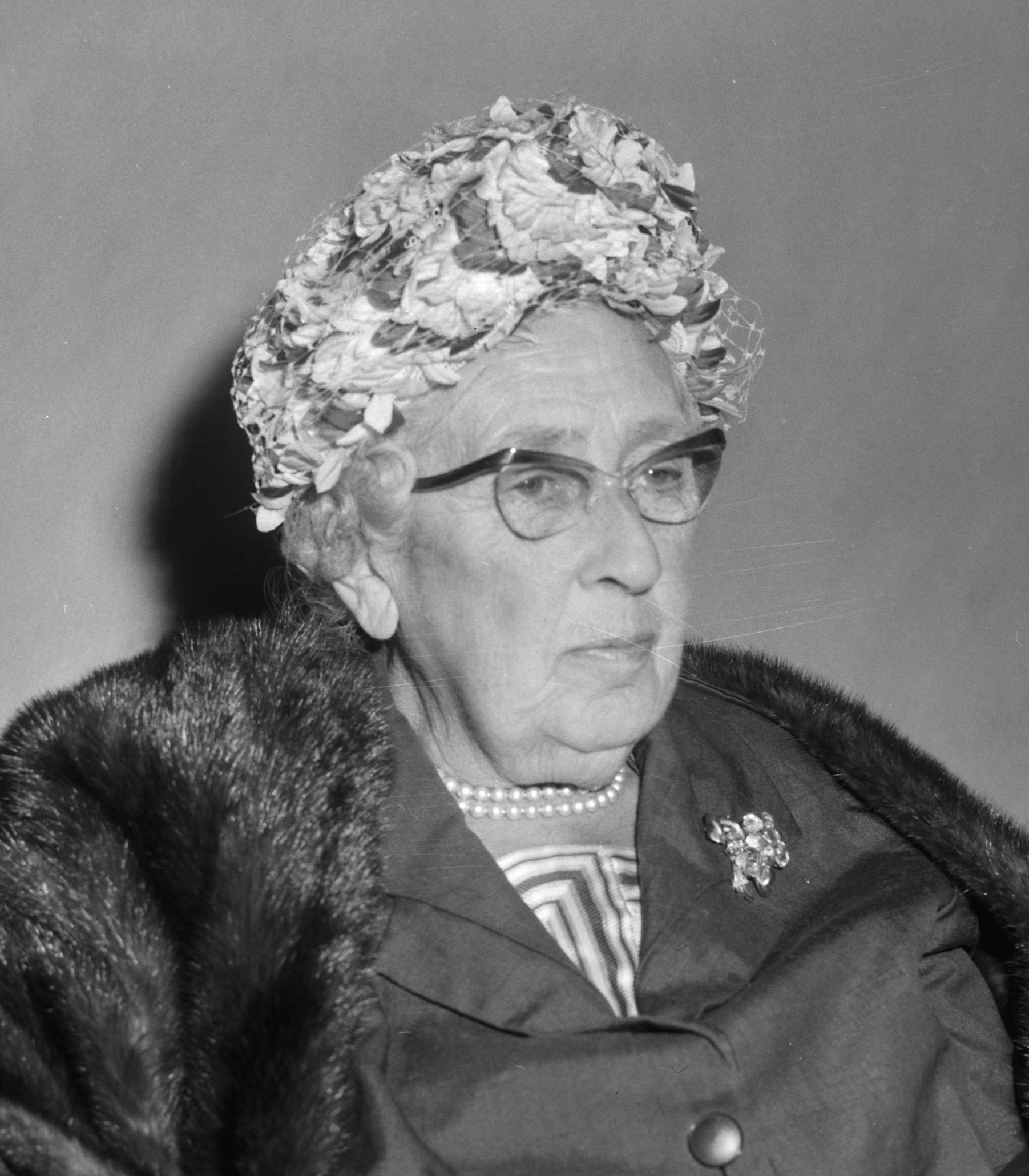
Агата Кристи в 1964 году

К началу 1960-х годов Кристи находилась в ранге классика детективной литературы, была одним из самых издаваемых и переводимых писателей в мире. В её книгах этого жанра неоднократно возникала тема Рождества, что часто было вынесено в название («Рождество Эркюля Пуаро», «Приключения рождественского пудинга», «Трагедия под Рождество»). Кроме того, из-за календарных особенностей работы, частых путешествий и издательской практики публика ожидала очередную её книгу к новогодним праздникам. Эта традиция получила название в виде такого понятие как «Кристи к Рождеству», «Рождественская Кристи». Её утомляли излишнее внимание читателей и журналистов, прикованное прежде всего к её серийным сочинениям криминального характера. Поэтому ей неоднократно хотелось заняться чем-то новым, поэкспериментировать. Так, она пробовала себя в области мелодраматической литературы, написав под псевдонимом Мери Вестмакотт несколько романов. Видимо в связи со своей заинтересованностью религиозной темой она решила написать сборник, посвящённый Рождеству. Первую попытку она предприняла ещё в ноябре 1944 года, когда отправила своему постоянному литературному агенту Эдмунду Корку сборников рассказов и стихов на религиозную тему, сопроводив их письмом, где спрашивала: «Наверно, ничего хорошего?». После этого она вернулась к нему только через двадцать лет.
Над книгой она работала в 1964 году, а в конце года её постоянное британское издательство запросило разрешение на публикацию иллюстрированного сборника рассказов и стихов на христианскую тематику, получившего название «Звезда над Вифлеемом и другие рассказы» (Star Over Bethlehem and other stories). Также к ней обратились одобрить художественное оформление книги выполненное Элси Ригли (Elsie Wrigley), с чем она также сразу согласилась. Наряду с биографической, ностальгической работой «Расскажи, как ты живёшь», она стала одной из двух книг, которую «королева детектива» создала и опубликовала под обеими фамилиями — «Кристи» и «Маллован», полученными от двух своих мужей — Арчибальда Кристи и Макса Маллована. Это было сделано для того, чтобы разграничить такие дорогие и личные для неё книги от её детективных историй. Сборник «Звезда над Вифлеемом и другие рассказы» был опубликован в ноябре 1965 года в Великобритании издательством Collins Crime Club и в том же году Dodd Mead and Company.

## Приём и критика
Сборник «Звезда над Вифлеемом» одобрительно приняла как публика, так и критики. Кристи с особенной теплотой относилась именно к этой книге и ей было очень приятно, когда просили подписать один из её экземпляров. Рецензенты были приятно удивлены и положительно отозвались об этой работе «королевы детектива» в нескольких статей. «Миссис Кристи не устаёт нас удивлять и в свои 79 лет», «Для Кристи не существует неразрешимых задач», «Очередная победа Дамы Агаты», «Агата Кристи меняет жанр?», —  писали в рецензиях. Российский исследователь писательницы А. Титов, писал о характере книги: «Рассказы сборника умиляют своей простотой и бесхитростностью и в то же время обладают необыкновенной лиричностью и даже изысканностью. Миссис Кристи удалось на удивление органично синтезировать древние библейские притчи с современной действительностью».
Об этой работе распространено мнение, что она прежде всего предназначена для детской аудитории. С таким отношением не согласился Ричард Хэк, писатель и биограф Кристи, который отмечал, что этот ставший со временем библиографической редкостью «бестселлер», находится в главном направлении других её произведений. Он также ссылался на мнение её второго мужа — Макса Маллована, назвавшего книгу собранием «святочных детективов». Это мнение восходит к мемуарам последнего, получивших название «Агата и археолог», где он писал: «Наверное, самое очаровательное произведение Агаты и одно из самых необычных — это небольшой цикл историй на религиозную тему, написанный на святки, озаглавленный „Звезда над Вифлеемом“ (1965). Эти добрые истории доставили многим читателям чистое удовольствие. Их справедливо можно назвать библейскими детективами». Российская переводчица Алла Николаевская при втором издании книги на русском языке писала в 2014 году, что это одно из наименее известных произведений английской писательницы, которое «потерялось» среди её обширного творчества: «О них знают лишь самые верные почитатели таланта королевы детектива, что уж говорить о детях и подростках». Она охарактеризовала притчи, как собрание «своеобразных камерных миниатюр-апокрифов на библейские сюжеты».

## Содержание
Сборник состоит из пяти стихотворений и шести рассказов:
1. «С Рождеством!» (A Greeting!)
2. «Звезда над Вифлеемом» (Star Over Bethlehem)
3. «Венок для Рождества» (A Wreath for Christmas)
4. «Ослик-шалун» (The Naughty Donkey)
5. «Золото, ладан и мирра» (Gold, Frankincense and Myrrh)
6. «Теплоходик» (The Water Bus )
7. «Вечером по холодку» (In the Cool of the Evening)
8. «Дженни со склона» (Jenny by the Sky)
9. «Повышение по службе» (Promotion in the Highest)
10. «Мученики Господни» (The Saints of God)
11. «Остров» (The Island)

### «С Рождеством!»
Открывает сборник стихотворение «С Рождеством!», где описываются традиционные рождественские символы: святочная колода; английские христославцы, ходящие по дворам в святой праздник с чашей с вином; младенец Иисус, возлежащий на соломе в пещере около Вифлеема, где он родился; пастухи и волхвы, направляющиеся поклониться сыну Божию; вифлеемская звезда, озаряющая происходящее. Заканчивается эта святочная картина радостными стихами: «В небе ангелы сегодня // Славят Дар Любви Господней // В трубы ангелы трубят, // Будят взрослых и ребят: // Пробудись, душа жива, // Ради славы Рождества!»

### «Звезда над Вифлеемом»
После рождения сына Деву Марию в яслях посещает Утренний ангел, который сказал, что его послал Бог, чтобы явить ей судьбу младенца. После этого она увидела сына взрослым, когда он в одиночестве молился в Гефсиманском саду, чтобы чаша страданий минула его. Следующая картина представила страдания Иисуса, когда три человека под охраной легионеров несли крест на место казни. В одном из них Мария неожиданно узнала своего сына и после этого увидела его распятие на голой горе. Сначала она предположила, что его перепутали с каким-то преступником, но ангел показал ей, что предшествовало казни: чтимый женщиной первосвященник обвинил её сына в святотатстве. Она не могла поверить в это, но ангел убедил её в том, что так и будет. Ангел предложил ей сделать выбор: оставить всё как предначертано Богом или оставить сыну жизнь. Поразмыслив и вспомнив детали увиденных образов, Мария решила, что всё должно остаться как предначертано промыслом божьим, а у неё нет права распоряжаться судьбой младенца. После того как исчез ангел, появился Иосиф, которому она рассказала о произошедшем. Муж согласился с решением жены, но выразил сомнение, в истинности ангела. Он заявил, что воспитает сына в праведной вере и даст ему религиозное образование, чтобы избежать предсказанного. В небесах же раздираемый гордыней и яростью Люцифер корил себя за то, что не совладал с простой женщиной. Он поклялся, что в будущем сможет изменить ход событий, для чего предпримет искушение Христа. После этого «Сын Зари» вспыхнул в небе словно факел и исчез в темноте. Этот свет увидели на Востоке трое дозорных о чём не преминули доложить своим старейшинам. Несмотря на то, что было предположение о том, что это знамение возвещающее о рождении чудесного ребёнка, было решено, что это скорее всего дьявольские козни. В это время в кошаре возле Вифлеема люди и животные радовались рождению младенца, который смеялся и улыбался происходящему.

### «Венок для Рождества»
События и образы стихотворения посвящены становлению рождественской символики. На Востоке Дева Мария плела ветки остролиста, а Мария Магдалина готовила терновый венец сыну Божьему. На Западе, в языческой стране кельтов, омела оплела своими побегами яблоню, словно «венком». Несмотря на то, что там и, в частности, в Гластонбери рос терновник, а также повсюду остролист, но только омелу почитали жители той страны. Это было во времена, когда ещё никто не знал о судьбе Иисуса. Проходит время, Святой Патрик прибывает в Ирландию, где видит змею на яблоне, которую оплела омела. Он изгоняет гадину с острова и рассказал омеле про жертву Иисуса, принесённую им ради людей. Святой говорит, что остролист, олицетворяющий жертвенность и терновник, ставший символом любви, значимы для людей и веры, а что может омела дать для Сына Божьего? Она отвечает, что готова предоставить свои «ягоды-слёзы» — знак жалости. «Да жалость, жертвенность, любовь // Пребудут ныне с нами!», — заканчивается стихотворение.

### «Ослик-шалун»
Одному ослику очень не нравилось работать, он часто шалил и сбегал от всех своих хозяев. Чтобы его опять не поймали он решил примкнуть к каравану, направляющемуся в Вифлеем, так как в толпе было легче затеряться. По прибытии туда он проник в кошару, где находились другие домашние животные. После того туда пришли мужчина и женщина, которая вот-вот должна была родить. Там появился на свет ребёнок, к которому пришли пастухи, славящие его рождение, а за ними важные люди с дарами. «Шалун» приблизился к новорождённому мальчику, который ухватил его за ухо. Ослик испытал новые чувства, ему не захотелось никуда бежать, а «подарить» себя ребёнку, служить ему. После этого пришёл Иосиф с высоким незнакомцем — ангелом Божьим — и сказал Марии, что надо спасаться бегством. Иосиф, Мария со своим сыном поспешно покинули хлев, прихватив с собой ослика. Они передвигались через горы и в одном месте своего пути сумели избежать столкновения с воинами царя Ирода. В этот момент ослику открылось будущее: он увидел как его повзрослевший хозяин верхом на нём въезжает в город. В другом видении, этого мужчину в терновом венке распинали на кресте. После этих картин ослик понял, что хочет жить только настоящим, любить своего нового хозяина и чтобы тот его тоже любил, а сейчас главное им благополучно добраться до Египта.

### «Золото, ладан и мирра»
Дева Мария присутствует на Голгофе при казне своего сына. Она с болью вспоминает как после его рождения пришли мудрецы с Востока, чтобы поклониться Иисусу — будущему Царю Израиля, как они объявили. Они принесли ему в дар золото, ладан и мирру, ангелы славили появление «Чуда Любви Господа» и ничто не предвещало его судьбы. Из всех этих подношений при распятии осталось только горькое мирро. Мать смотрела на своего умирающего сына и ей не дано было знать, что его смерть становится началом Царства Христа.

### «Теплоходик»
Верующая миссис Харгривз имела один грех, который несмотря на все старания не могла побороть в себе — она не любила людей. Женщина стремилась избежать лишних контактов, ненавидела оказаться в толпе, не могла сочувствовать чужому горю. Общение давалось ей через силу и казалось неинтересным. Она старалась помочь другим, участвовала в благотворительности, но делала это неискренне, без чувств, за что себя корила, но поделать ничего с собой не могла. Однажды утром её служанка в очередной раз причитала о своих напастях — её дочь забеременела от неизвестного, пыталась сделать подпольный аборт, получила заражение крови, после чего её положили в больницу. Устав от этих разговоров и от людей миссис Харгривз решила прокатиться на теплоходе по Темзе, сев до Гринвича. На немноголюдной палубе она обратила внимание на одинокого пассажира, одетого в какую-то необычную накидку, видимо восточного происхождения. Удивившись такой одежде она непроизвольно прикоснулась к ней и испытала значительную перемену в себе: она стала лучше чувствовать и ценить людей, понимать их достоинства и недостатки. Женщина понимала, что эти изменения в её характере не вечны, что их надо укреплять и развивать. Обратно она возвращалась в пустом поезде, но после произошедшего она не имела ничего против, чтобы в нём были люди. Её мысли всё время возвращались к мужчине с теплохода: «Вспомнилась накидка незнакомца — вся цельная, без единого шва. А вот лица этого человека она разглядеть не успела. Но, пожалуй, она знает, кто это был».

### «Вечером по холодку»
В семье майора Родни Грайерсона большая трагедия — их сын Алан умственно отсталый. Джанет, его мать, очень надеется на его исцеление, много молится, водит к его врачам, но ничто не помогает. Алану тринадцать лет, он много проводит времени в саду, где общается со своим другом, которого никто кроме него не видит. Знакомый помогает давать мальчику имена необычным животным, которые стали появляться в округе. Мать объясняет сыну, что это мутанты, появившиеся в результате аварии на атомной электростанции. Вечером мальчик идёт в сад, где вновь встречается со своим приятелем и из их разговора выясняется, что это Бог. Он любит по вечерам погулять «по холодку», что бы пообщаться с мальчиком о Новом мире.

### «Дженни со склона»
Герой стихотворения мечтает о «небесной» Дженни, чей образ он создал и постоянно держит в голове, но понимает, что его мечта недостижима и он может уповать только на помощь Господа.

### «Повышение по службе»
При наступлении 2000 года четырнадцать живущих в раю святых: Лаврентий, Фома, Андрей, Антоний, Пётр, Скойцин, Барбара, Екатерина, Апполония, Елизавета Венгерская, Кристина, Маргарита, Марта и один неназванный в рассказе, обратились в Высший суд с просьбой отпустить их на землю, чтобы помогать людям. Несмотря на то, что они благоприятствовали людям в их земной жизни и умерли во славу Бога, им кажется, что их жертвы недостаточны и они хотят продолжать помогать нуждающимся: нести человечеству жалость и сострадание. «Ангел-делопроизводитель», рассмотрев их прошение, удовлетворил его и дал разрешение на «повышение по службе». После этого они попадают в человеческий мир и сталкиваются с современными проблемами, где многие забыли о ценностях, которые проповедовали святые.

### «Мученики Господни»
Мученики, погибшие во славу Божию: святой Лаврентий, святая Екатерина, святая Маргарита просят Господа позволения сойти на землю с небес, чтобы из любви к людям указать путь в Царствие небесное.

### «Остров»
Мария, после казни Иисуса, стала ухаживать за апостолом Иоанном Богословом. Они переехали на отдалённый остров, где люди знали о ней только то, что её сын был осуждён и распят. Зато второй её сын Иоанн – добрый человек, совершал чудеса и был признан ими за святого. Прошли годы: Мария состарилась, а Иоанн работал над своими рукописями. Однажды на остров прибыл корабль, его пассажиры разыскивали Царицу Небесную. Однако местные жители ничего не знали о том, что между ними проживает какой-либо бог и отправили пришельцев к святому — может он сможет помочь. Однако и у Иоанна они не добились того чего искали. Он и Мария сказали им, что Спаситель только один — Сын Божий и не надо искать других богов. Путники признали, что женщина обладает необыкновенной красотой и отплыли с острова, так и не найдя чего искали. Ночью у Иоанна случилось пророческое видение, он упал и замер в одной позе. Мария, неоднократно ранее сталкиваясь с таким его состоянием, пошла на берег моря. Там она увидела своего сына Иисуса, в лодке с которым были апостолы Пётр и Андрей. Иисус провёл её по воде в лодку и забрал к себе: во время разговора становится ясно, что именно он просил мать ухаживать за Иоанном. Утром апостол приходит в себя и преисполненный духа Божьего начинает писать Откровение.